# Hatsumōde
Hatsumōde (初詣, hatsumōde) é a primeira visita ao templo xintoísta no Ano Novo Japonês. Algumas pessoas visitam um templo budista. Muitos visitam no primeiro, segundo ou terceiro dia do ano visto que a maioria não trabalha nesses dias. Geralmente, os desejos para o novo ano são feitos, novos omamori (amuletos) são comprados, e os antigos são devolvidos ao templo para serem queimados. Frequentemente há longas filas nos principais templos do Japão.

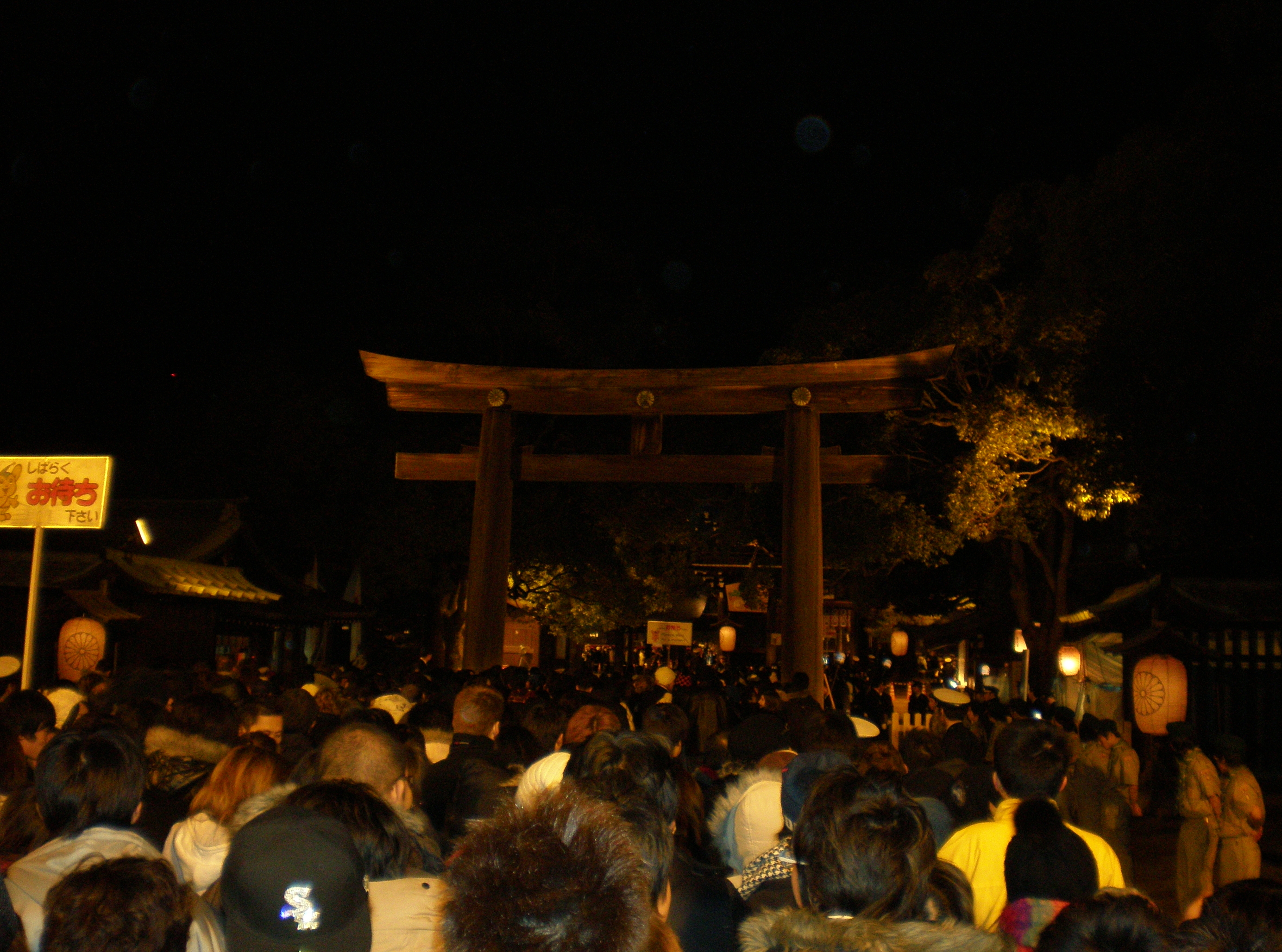
Santuário Meiji lotado para o hatsumōde

A maioria dos japoneses têm folga de 29 de dezembro a 3 de janeiro. É durante esta época que a casa é limpa, as dívidas são pagas, os amigos e família são visitados e as lembranças são trocadas. É um costumo gastar o começo da manhã do Ano Novo em trabalhos domésticos, seguidos de saquê - muitas vezes contendo flocos comestíveis de ouro - e uma comemoração especial com comida. Durante o hatsumōde, é comum os homens vestirem  um kimono completo - uma das raras chances de vê-los fazendo isto no ano. O ato de oração é geralmente breve e individual, podendo envolver filas nos templos mais populares. O omamori varia muito de preço.
Alguns templos xintoístas e budistas atraem milhões de visitantes nos três dias. O Santuário Meiji, por exemplo, atraiu 3,45 milhões de visitantes em 1998, e nos primeiros três dias de janeiro de 2010, 3,2 milhões de pessoas visitaram o Meiji Jingū, 2,98 milhões o Narita-san, 2,96 de milhões o Kawasaki Daishi, 2,7 de milhões o Fushimi Inari Taisha e 2,6 de milhões o Sumiyoshi Taisha. Outros destinos populares incluem o Santuário de Atsuta, Tsurugaoka Hachiman-gū, Dazaifu Tenman-gū, e Santuário de Hikawa.
Um costume comum durante o hatsumōde é comprar um oráculo escrito chamado omikuji. Se o seu omikuji prever azar, pode-se amarrá-lo em uma árvore nos terrenos do templo, na esperança de que a previsão não se torne realidade. O omikuji é bem detalhado, contando o futuro em várias áreas da vida, como negócios e amor, para aquele ano. Muitas vezes um amuleto da sorte vem com o omikuji, quando se compra ele, que acredita-se atrair a sorte e dinheiro.